# طوطی کاکای چتم
طوطی کاکای چتم یا طوطی کاکای جزیره چتم (نام علمی: Nestor chathamensis) گونه‌ای طوطی منقرض‌شده است که در گذشته در جزایر چتم، نیوزیلند یافت می‌شد. تصور می‌شد نخستین افراد متعلق به طوطی کاکای نیوزیلندی (Nestor meridionalis) باشند، اما بررسی دقیق استخوان‌های نیمه‌فسیلی نشان داد که آنها در واقع وابسته به یک گونه بومی جداگانه هستند. این گونه در ۱۵۰ سال اول ورود پولینزی‌ها حدود سال ۱۵۰۰، مدت‌ها پیش از ورود هر مهاجر اروپایی، منقرض شد. هیچ نمونه پوست یا توصیفی در دسترس نیست.